# Ilse DeLange
Ilse Annoeska de Lange, vystupující jako Ilse DeLange (* 13. května 1977 Almelo), je nizozemská country zpěvačka a písničkářka.
Se svojí kapelou The Common Linnets obsadila druhé místo na Eurovision Song Contest 2014 v Kodani. Známá je také coby porotkyně televizní soutěže The Voice of Holland.

## Kariéra
Ilse DeLange se narodila v Almelu. Od dětství vystupovala v mnoha hudebních soutěžích. Prvotní zkušenosti s vystupováním na playback (mimo jiné imitace kabaretního umělce Toona Hermanse) zanedlouho vystřídaly talentové programy po celém Nizozemsku, díky nimž se Ilse dostala i k vystupování v televizi. Seznámila se s kytaristou Joopem van Lieflandem, s nímž začala spolupracovat a který ji seznámil se světem country hudby.
V roce 1994 se dostala do širšího povědomí díky vystoupení na několika country festivalech. Povšimli si jí zástupci vydavatelství Warner Music, teprve o několik let později se jí však podařilo zajistit si nahrávací smlouvu. Posléze začala také vystupovat s kapelou Cash on Delivery, spolupracovala rovněž s krátce existující skupinou Wij na singlu „De oorlog meegemaakt“.
V jednadvaceti letech Ilse odjela do amerického Nashvillu, celosvětového střediska country hudby, aby se známým producentem Barrym Beckettem nahrála debutové album World of Hurt. Během prvního půl roku po vydání se v Nizozemsku prodalo přes sto tisíc kusů, a počin získal pět platinových desek. První singl „I’m Not So Tough“ zpěvačka představila v populárním pořadu Paula de Leeuwa. Píseň se také v červnu 1998 stala její první nahrávkou v nizozemské hitparádě.
Na prestižních Edison Music Awards 1999 získala své první ocenění za zpěvačku roku. Tou se v rámci tohoto předávání cen stala v průběhu své kariéry ještě čtyřikrát, v roce 2001 byla navíc vyhlášena i nejlepším nizozemským interpretem.

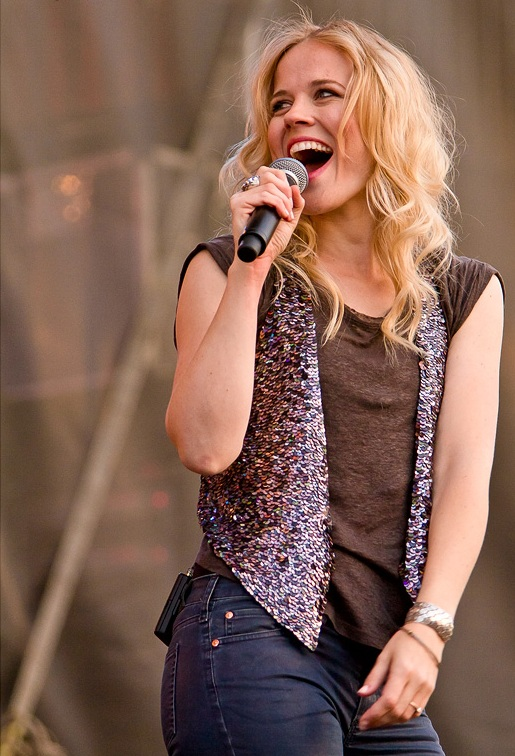
Ilse DeLange (2011)

Na úspěšný debut Ilse navázala koncertním albem Dear John nahraným během festivalu Marlboro Flashbacks, v rámci něhož vystupovala s písněmi Johna Hiatta. Následně se vrátila do Nashvillu, aby pracovala na druhé studiové nahrávce. V říjnu 2000 vyšel singl „Livin‘ on Love“ coby předzvěst stejnojmenného nového alba, které se dostalo do prodeje o měsíc později a na němž se DeLange více přiblížila k pop-rocku. Navzdory platinovému ocenění album nezopakovalo úspěch svého předchůdce.
Následujícím cílem managementu zpěvačky byla kariéra ve Spojených státech. Přestože zde mělo dojít k vydání obou studiových desek, ani jedna se nesetkala s pozitivním přijetím u vydavatelů, a zpěvačka se rozhodla soustředit se na domácí kariéru. V roce 2001 uspořádala turné po Nizozemsku, to však musela na několik týdnů přerušit kvůli potížím s hlasivkami. Tentýž rok vystoupila na festivalu Parkpop.
Třetí studiové album Clean Up z roku 2003, vyznačující se autobiografickými texty (DeLange se autorsky podílela na všech písních), se pět týdnů udrželo prvním místě nizozemského žebříčku. Navzdory tomu byl vydán jediný singl „No Reason to Be Shy“. Část výtěžku z prodeje desky zpěvačka věnovala organizaci War Child, a rovněž vystoupila na souvisejícím charitativním koncertě Friends for War Child. Závěrem roku vydala výběrové album největších hitů Here I Am/1998-2003, za které byla oceněna zlatou deskou.
Všeobecný pokles prodeje alb v novém tisíciletí vedl vydavatelství Warner k vypovězení smlouvy všem nizozemským umělcům v roce 2004 a zaměření se na interprety ze Spojených států. Tato strategie se dotkla i DeLange, která se tak ocitla bez zastoupení. S italským zpěvákem Zuccherem Fornaciarim nazpívala singl „Blue“, následně uspořádala nové turné po Nizozemsku.
Další počin The Great Escape vyšel v červnu 2006 již u Universal Music. Se zpěvačkou na něm spolupracoval americký producent a klávesista Patrick Leonard. Album okamžitě po vydání obsadilo první příčku nizozemské hitparády, kterou si udrželo sedm týdnů. Již po dvou měsících bylo navíc oceněno platinovou deskou, a následně se zařadilo mezi nejprodávanější domácí alba v roce 2006. V Rotterdamu zpěvačka vystoupila s DJ Arminem van Buurenem, který zremixoval pilotní singl desky.
V dubnu 2007 DeLange představila svůj repertoár ve vyprodané amsterdamské Heineken Music Hall. Nahrávka z koncertu vyšla coby nové živé album Live.
První část následujícího roku Ilse strávila přípravou desky Incredible ve švédském Göteborgu. Objevil se na ní jednak nový singl „So Incredible“, který jako vůbec první z repertoáru zpěvačky obsadil první místo nizozemské singlové hitparády, a jednak titulní píseň k filmu Bruidsvlucht nazvaná „Miracle“.
Šesté studiové a desáté celkové album Next to Me vzniklo opět v Nashvillu. Obsahovalo pouze osm písní a na prvním místě hitparády strávilo dva týdny. Se skladatelem Matthewem Wilderem začala DeLange následně pracovala na počinu, který se měl méně podobat její předchozí tvorbě, zato však s větším potenciálem získat jí pozornost amerických posluchačů. Koncem roku 2011 vyšel první singl „DoLuv2LuvU“. Přípravy alba byly ovšem přerušeny po náhlém úmrtí zpěvaččina otce. Nakonec se DeLange rozhodla připravený materiál zcela smést ze stolu a nahrát album bližší jejímu zavedenému stylu. Výsledkem tohoto rozhodnutí byla v září 2012 deska Eye of the Hurricane.

### The Voice
V druhé polovině roku 2013 Ilse zasedla v porotě čtvrté řady pěvecké soutěže The Voice of Holland vedle zpěváků Marca Borsata a Trijntje Oosterhuis a rappera Aliho B. O rok později se do soutěže ve stejné roli vrátila. Od roku 2016 se rovněž objevuje mezi mentory v dětské odnoži soutěže The Voice Kids.

### Eurovision Song Contest
V listopadu 2013 byla Ilse spolu se zpěvákem Waylonem zvolena veřejnoprávní televizí AVROTROS coby zástupce Nizozemska na Eurovizi 2014 v Kodani. Pod společným názvem The Common Linnets vystoupili se soutěžní písní „Calm After the Storm“, na níž se Ilse autorsky podílela. K účasti ji podnítil úspěch zpěvačky Anouk v předešlém ročníku. Ten měl mimo jiné zásadní vliv na změnu vnímání soutěže nejen nizozemskou veřejností, ale také veřejnoprávním vysílatelem, který se rozhodl do soutěže pravidelně nominovat zavedené a populární umělce a také jim nechat volnou ruku při výběru soutěžní skladby.
Navzdory skromným počátečním odhadům začalo Nizozemsko v posledních týdnech před soutěží stoupat v žebříčcích sázkových kanceláří. Po úspěšném postupu ze semifinálového kola Ilse s Waylonem vystoupili 10. května 2014 ve finále před bezmála dvěma sty miliony televizních diváků. Ve společném hlasování diváků a porot Nizozemsko obsadilo druhé místo za rakouskou zástupkyní Conchitou Wurst. Píseň „Calm After the Storm“ se s 238 body (včetně nejvyšších dvanáctibodových ohodnocení z Estonska, Islandu, Lotyšska, Litvy, Maďarska, Německa, Norska a Polska) stala nejvýše umístěným soutěžním počinem z Nizozemska od roku 1975. Finále u televizních obrazovek v přímém přenosu sledovalo pět milionů Nizozemců.
Vyjma prvního místa v hitparádách Nizozemska, Vlámska a Islandu si singl dobře vedl také v dalších evropských žebříčcích včetně nejlepší desítky v Německu, Švýcarsku, Rakousku, Dánsku, Španělsku a Spojeném království. Den před finálovým kolem bylo rovněž vydáno album „The Common Linnets“, které DeLange produkovala. Autorsky se na něm kromě ní a Waylona podíleli také JB Meijers, Rob Crosby, Matthew Crosby, a Jake Etheridge, kteří se stali pevnou součástí kapely.
Ilse DeLange s The Common Linnets nadále vystupovala a vydala druhé album II. Waylon se s kapelou po soutěži rozešel, sám se na Eurovizi vrátil o čtyři roky později.
Během roku 2017 uváděla Ilse na televizi AVROTROS vlastní pořad Ilse's veranda, do něhož si zvala další známé countryové umělce. Následně se potřetí vrátila do role televizní porotkyně, tentokrát v seniorské verzi The Voice pro účastníky starší šedesáti let. Po šesti letech vydala sólové studiové album nazvané jednoduše Ilse DeLange, a rovněž ztvárnila částečně autobiografickou roli mentorky v hudební soutěži Ilse de Witt v americkém seriálu Nashville.

## Osobní život
Ilse DeLange žije v Gooi nedaleko Hilversumu s bubeníkem Bartem Vergoossenen, který rovněž působí v její kapele.

## Diskografie

### Studiová alba
| Rok  | Album                | Umístění | Umístění |
| Rok  | Album                | NL       | BE       |
| ---- | -------------------- | -------- | -------- |
| 1998 | World of Hurt        | 1        | 17       |
| 2000 | Livin' on Love       | 5        | 36       |
| 2003 | Clean Up             | 1        | 31       |
| 2006 | The Great Escape     | 1        | 59       |
| 2008 | Incredible           | 1        | 35       |
| 2010 | Next to Me           | 1        | 46       |
| 2012 | Eye of the Hurricane | 1        | 101      |
| 2018 | Ilse DeLange         | 3        | 39       |

#### The Common Linnets
| Rok  | Album              | Umístění | Umístění | Umístění | Umístění | Umístění | Umístění | Umístění | Umístění | Umístění | Umístění |
| Rok  | Album              | NL       | AUT      | VL       | DEN      | GER      | IRE      | SCO      | SPA      | SWI      | UK       |
| ---- | ------------------ | -------- | -------- | -------- | -------- | -------- | -------- | -------- | -------- | -------- | -------- |
| 2014 | The Common Linnets | 1        | 3        | 12       | 12       | 11       | 45       | 39       | 42       | 16       | 40       |
| 2015 | II                 | 1        | 32       | 40       | —        | 18       | —        | —        | —        | —        | —        |

### Koncertní alba
| Rok  | Album                         | Umístění | Umístění |
| Rok  | Album                         | NL       | BE       |
| ---- | ----------------------------- | -------- | -------- |
| 1999 | Dear John                     | 3        | 20       |
| 2007 | Live                          | 4        | -        |
| 2009 | Live in Ahoy                  | 1        | -        |
| 2011 | Live in Gelredome             | 1        | -        |
| 2012 | Live in Gelredome, the second | -        | -        |

### Kompilace
| Rok  | Album                                      | Umístění | Umístění |
| Rok  | Album                                      | NL       | BE       |
| ---- | ------------------------------------------ | -------- | -------- |
| 2003 | Here I Am/1998-2003                        | 5        | -        |
| 2013 | After The Hurricane - Greatest Hits & More | 2        | -        |

### Singly
| Rok  | Singl                           | Umístění  | Umístění   | Album                                      |
| Rok  | Singl                           | NL Top 40 | NL Top 100 | Album                                      |
| ---- | ------------------------------- | --------- | ---------- | ------------------------------------------ |
| 1998 | „I'm Not So Tough“              | 35        | 35         | World of Hurt                              |
| 1998 | „World of Hurt“                 | -         | 58         | World of Hurt                              |
| 1998 | „I'd Be Yours“                  | -         | 52         | World of Hurt                              |
| 1999 | „When We Don't Talk“            | -         | 76         | World of Hurt                              |
| 2000 | „Livin' on Love“                | 37        | 44         | Livin' on Love                             |
| 2001 | „I Still Cry“                   | -         | 70         | Livin' on Love                             |
| 2002 | „Shine“ (& Rosemary's Sons)     | 34        | 33         | -                                          |
| 2003 | „No Reason To Be Shy“           | -         | 61         | Clean Up                                   |
| 2003 | „Before You Let Me Go“ (& Kane) | 4         | 3          | -                                          |
| 2003 | „Wouldn't That Be Something“    | -         | 87         | Here I Am                                  |
| 2004 | „All The Answers“               | -         | 65         | Here I Am                                  |
| 2005 | „Blue“ (& Zucchero)             | 23        | 10         | Zu&Co                                      |
| 2006 | „The Great Escape“              | 11        | 11         | The Great Escape                           |
| 2006 | „The Lonely One“                | 18        | 12         | The Great Escape                           |
| 2007 | „I Love You"                    | 26        | 35         | The Great Escape                           |
| 2007 | „Reach for the Light“           | -         | -          | The Great Escape                           |
| 2008 | „So Incredible“                 | 6         | 1          | Incredible                                 |
| 2009 | „Miracle“                       | 1         | 2          | Incredible                                 |
| 2009 | „Puzzle Me“                     | 5         | 9          | Incredible                                 |
| 2009 | „We're Alright“                 | 21        | -          | Incredible                                 |
| 2010 | „Next to Me“                    | 9         | 4          | Next to Me                                 |
| 2010 | „High Places“ (& Kane)          | 13        | 12         | Next to Me                                 |
| 2010 | „Beautiful Distraction“         | 18        | 43         | Next to Me                                 |
| 2011 | „Carousel“                      | 32        | -          | Next to Me                                 |
| 2011 | „DoLuv2LuvU“                    | 14        | 7          | -                                          |
| 2012 | „Without You (Acoustic)“        | -         | 92         | Eye of the Hurricane                       |
| 2012 | „Hurricane“                     | 23        | 7          | Eye of the Hurricane                       |
| 2012 | „Winter of Love“                | 20        | 13         | Eye of the Hurricane                       |
| 2013 | „We Are One“                    | 33        | 32         | Eye of the Hurricane                       |
| 2013 | „Blue Bittersweet“              | 8         | 16         | After The Hurricane - Greatest Hits & More |
| 2018 | „OK“                            | 28        | -          | Ilse DeLange                               |

#### The Common Linnets
| Rok  | Singl                         | Umístění | Umístění | Umístění | Umístění | Umístění | Umístění | Umístění | Umístění | Umístění | Umístění | Umístění | Album                               |
| Rok  | Singl                         | NL       | AUS      | AUT      | VL       | DEN      | GER      | IRE      | SPA      | SWE      | SWI      | UK       | Album                               |
| ---- | ----------------------------- | -------- | -------- | -------- | -------- | -------- | -------- | -------- | -------- | -------- | -------- | -------- | ----------------------------------- |
| 2014 | „Calm After the Storm“        | 1        | 66       | 2        | 1        | 2        | 3        | 4        | 5        | 36       | 3        | 9        | The Common Linnets                  |
| 2014 | „Give Me a Reason“            | 92       | —        | —        | —        | —        | —        | —        | —        | —        | —        | —        | The Common Linnets                  |
| 2014 | „Christmas Around Me"         | —        | —        | —        | —        | —        | —        | —        | —        | —        | —        | —        | The Common Linnets: Special Edition |
| 2015 | „Jolene"“ (& The BossHoss)    | —        | —        | —        | —        | 35       | —        | —        | —        | 3        | —        | —        | -                                   |
| 2015 | „We Don't Make the Wind Blow“ | 32       | —        | —        | 56       | —        | —        | —        | —        | —        | —        | —        | II                                  |
| 2015 | „Hearts On Fire“              | —        | —        | —        | —        | —        | —        | —        | —        | —        | —        | —        | II                                  |
| 2016 | „In Your Eyes“                | —        | —        | —        | —        | —        | —        | —        | —        | —        | —        | —        | II                                  |